# Православна церква галлів
Православна церква галлів (ПЦГ; фр. Église Orthodoxe des Gaules, EOG) — самоврядна православна церква, що складається з двох єпархій. Вона була сформована в 2006 році з метою повернення православної християнської віри людям західних земель, особливо за допомогою відновлених форм давньогалліканського культу. ПЦГ є частиною Союзу Західних Православних Церков, а її предстоятелем є єпископ Григорій (Мендес), єпископ Арльський і настоятель монастиря Святого Михаїла та Святого Мартіна поблизу Лузе у Франції.

## Переконання
ПЦГ підтримує традиційні православні вірування та практику та підтверджує вчення семи великих соборів. Підтвердивши богословські висловлювання останніх чотири рад, ПЦГ відкидає застосування до орієнтальними православним церквам засуджень цих рад від монофізитства.

## Історія

### Східне православ’я
Різниця між літургійним баченням Ковалевського, з одного боку, та Шамбо та Менсбругге, з іншого, а також новини про плани патріарха Московського Олексія І посвятити Ковалевського в єпископи WOC призвели до конфлікту. Помилкові звинувачення в некоректності по Ковалевському, принесені Шамба і Mensbrugghe в 1953 році, в результаті рішення по якому приймається Патріарх, щоб видалити Ковалевський від його ролі адміністратора WOC без подальших досліджень. Коли згодом обман був здійснений після остаточного розслідування у вересні того ж року, до Ковалевського був посланий посланник для вибачення за поспішне рішення. Однак було вже пізно. Ковалевський вже звільнився з РПЦ, і парафії та більшість духовенства ЗПЦ відійшли з ним. 

### Орієнтальне православ’я
Після періоду переговорів, третя група була прийнята до складу Французької коптської православної церкви (FCOC) у 2000 році.  До цієї групи входили наступні громади, а також ряд інших різнопланових священнослужителів:
- Монастирська громада Святого Мішеля та Святого Мартіна, яка дотримується Правил Святого Бенедикта .
- Громада Бефанії - мирянська громада ісихастичної духовності, очолювана в той час отцем Альфонсом і Рейчел Геттманн в Горзе.[3]

Однак кілька років потому, у 2005 році, абат Маркос видав лист, наполягаючи на тому, що духовенство повинно прийняти коптський обряд і, крім того, заявляючи, що використання західних літургій ним ніколи не було дозволено. Отримавши можливість оскаржити це рішення, постраждале духовенство звернулось до папи Олександри Шенуди III з Олександрії в лютому 2006 року з проханням про аудиторію для подальшого обговорення цього питання. Коли до червня того ж року вони не отримали відповіді, стало зрозуміло, що перебування в FCOC означало б відмову від їхньої західно-православної літургійної та духовної спадщини. Тому духовенство звільнилося з FCOC, взявши із собою свої громади. 

### Західне православ’я
Рішення абви Маркоса 2005 року призвело до короткого періоду церковної ізоляції для цих західних православних християн. Беручи до уваги історію ворожнечі до західного обряду серед східних церков та неодноразові труднощі, які це спричинило, духовенство та миряни, які відокремилися від FCOC, разом із низкою інших духовенств та мирян, зібралися, щоб сформувати православну церкву галлами та обрав єпископом отця Мішеля Мендеса.
У роки стабільності з тих пір, завдяки органічному розширенню та заснуванню нових громад, ПЦГ зросла чисельно і сьогодні включає низку парафій, місій та монастирських громад у Франції, Швейцарії, Бельгії, Польщі, Сполучених Штатах Америки, Каталонії та Великої Британії.
У серпні 2018 року, духовенство Священичого Братства Святих Кирила і Мефодія, разом з прихожанами, були отримані єпископом Григорієм і встановив своїм указом в якості польського екзархату OCG з єпископом здатний-Станіслаус Sawickiego як його екзархом.

## Відносини з іншими церквами
Станом на квітень 2009, the ПЦГ is in full communion with the Ukrainian Orthodox Church in America.